# Amak Island
Amak Island ist die östlichste Insel der Aleuten und gehört zu den Fox Islands (Alaska). Die Inseln gehören zu Alaska (USA). Sie liegt nördlich der Westspitze der Alaska-Halbinsel und nordwestlich von Cold Bay.
Die Vulkaninsel mit einer Fläche von 15 km² erreicht eine Höhe von 488 m. Die höchste Erhebung ist der Schichtvulkan Mount Amak.